# Прапор Латгалії
Прапор Латгалії (латгальск. Latgolys karūgs) ― прапор історичної землі Латгалії, затверджений 19 квітня 2023 року президентом Латвії Егілсом Левітсом з урахуванням думки Державної комісії з геральдики.

Латгальський прапор

З 2010 року латгальський прапор (Latgalīšu karūgs) широко використовується поряд з прапором Латгалії.

## Опис
Прапор історичної землі Латгалії ― темно-синій з білою горизонтальною смугою.
- Співвідношення темно-синьої, білої та темно-синьої смуг прапора історичного краю Латгалії ― 2:1:2.
- Співвідношення ширини до довжини прапора історичної землі Латгалії становить 1:2.
- Співвідношення темно-синьо-біло-темно-синіх смуг прапора історичної землі Латгалії та співвідношення ширини до довжини прапора, незалежно від розміру прапора, має бути таким, як показано на зразку.
- Темно-синій колір прапора історичної землі Латгалії відповідає коду кольору Pantone 295 C.